# Berlin-Nikolassee (przystanek kolejowy)
Berlin-Nikolassee – przystanek kolejowy w Berlinie, w dzielnicy Nikolassee, w Niemczech. Znajdują się tu 2 perony.